# Пашкова Лариса Олексіївна
Лариса Олексіївна Пашкова (нар. 12 жовтня 1921, Балахна, Нижегородська губернія, Російська СФРР — пом. 4 або 14 лютого 1987, Москва, РРФСР, СРСР) — радянська актриса театру і кіно, театральний педагог. Лауреат Сталінської премії II ступеня (1952). Народна артистка РРФСР (1963).

## Біографія
Лариса Пашкова народилася 12 жовтня 1921 року в місті Балахна Нижньогородської губернії.
Молодша сестра актриси театру театру імені Вахтангова Галини Пашкової.
Слідом за старшою сестрою вступила до театральної студії при Театрі імені Вахтангова, закінчивши яку в 1942 році, так само, як сестра, була прийнята до Вахтанговського театру.
Викладала в Театральному училищі імені Бориса Щукіна, а крім того викладала в інших театральних студіях, зокрема, в Осетинській і Тувинської національних студіях.
Актриса потрапила в автокатастрофу, була прооперована, але залишилося каліцтво: одна нога стала коротшою за іншу. Після кількох років простою Пашкова запропонувала театру поставити виставу «Пастка» Золя, де зіграла кульгаву Жервезу. Але далі непросто було приховувати свою фізичну недосконалість, кульгавість несла з собою ще й професійну трагедію. Втім, актриса мужньо виходила на сцену.
У 1982 році за хабарництво арештували чоловіка Лариси Пашкової, генерального директора «Союздержцирку» Анатолія Колеватова. Судом було винесено покарання у вигляді позбавлення волі на 13 років (за іншими джерелами — 15. Колеватова звільнили достроково, але з дружиною вже не побачився — вона покінчила з собою в Москві 14 лютого 1987 року.
Похована на Кунцевському кладовищі в Москві.

## Ролі в театрі
- 1948 — «Макар Діброва» О. Є. Корнійчука. Режисер: Йосип Рапопорт — Марфа
- 1951 — «Єгор Буличов та інші» М. Горького. Режисер: Борис Захава — Варвара
- 1952 — «Два веронці» Вільяма Шекспіра. Режисер: Євген Симонов — Лючетта
- 1954 — «Чайка» А. П. Чехова. Режисер: Борис Захава — Маша
- 1956 — «Філумена Мартурано» Едуардо де Філіппо. Режисер Євген Симонов — Лючія
- 1956 — «Одна» С. Й. Альошина. Режисер: ОлександраРемізова — Марія Михайлівна
- 1957 — «Місто на зорі» О. М. Арбузова та Арбузовської студії. Режисер: Євген Симонов — Оксана
- 1959 — «Кухарка» А. В. Софронова. Режисер: Рубен Симонов — Галина Сахно
- 1960 — «Дами і гусари» А. Фредро. Режисер: ОлександраРемізова — пані Диндальська
- 1965 — «Пастка» за однойменним романом Е. Золя. Режисери: Євген Симонов і Володимир Шлезінгер — Жервеза
- 1966 — «Конармія» — за оповіданнями І. Е. Бабеля. Режисер: Рубен Симонов — Сільська баба
- 1967 — «Вирінея» Л. М. Сейфулліної та В. П. Правдухіна. Режисер: Рубен Симонов — Онисія
- 1968 — «Діти сонця» М. Горького. Режисер: Євген Симонов — Меланія
- 1970 — «Пам'ять серця» О. Є. Корнійчука — Катерина
- 1970 — «Людина з рушницею» М. Ф. Погодіна — Надія

## Ролі в телеспектаклях
- 1953 — Єгор Буличов та інші (телеспектакль, 1953) — Варвара
- 1958 — Місто на зорі (телеспектакль) — Оксана
- 1968 — Повернення (телеспектакль) — дружина фронтовика
- 1971 — Єгор Буличов та інші (телеспектакль, 1971) — Варвара
- 1972 — Пастка (телеспектакль) — Жервеза
- 1972 — День за днем (телеспектакль) — Галина
- 1974 — Пам'ять серця (телеспектакль) — Катерина Михайлівна
- 1975 — Конармія (телеспектакль) — баба з дитиною
- 1976 — Дами і гусари (телеспектакль) — пані Диндальська
- 1976 — Доктор філософії (телеспектакль) — Сойка
- 1977 — Людина з рушницею (телеспектакль) — Надя
- 1980 — Незнайомець (телеспектакль) — Дуся

## Ролі в кіно
- 1961 — Вільний вітер — Регіна
- 1968 — Урок літератури (фільм) — мати Ніни
- 1972 — День за днем — Галина
- 1971 — Корона Російської імперії, або Знову невловимі — Франсуаза, дружина посла
- 1972 — Червоне сонечко — мама Миколи
- 1973 — Упізнання — Елізабет Шляйгер
- 1975 — Скарб — Файруза
- 1976 — Середина життя — Єлизавета Прокопівна Раскатова
- 1980 — Добряки — Єлизавета Сергіївна Сичова
- 1980 — Цей фантастичний світ. Випуск 3, новела «Блискучий світ»
- 1980 — Цей фантастичний світ. Випуск 4 — мама Альоші
- 1981 — Очікування — головна роль
- 1981 — Житіє святих сестер — Євлампія

## Дубляж
- 1952 — Рим об 11 годині
- 1957 — «Ночі Кабірії» — Кабірія (за дублювання російською мовою головної ролі у фільмі Федеріко Фелліні актриса Джульєтта Мазіна подарувала Ларисі Пашковій свій портрет з підписом — словами захоплення і подяки[2]).
- 1960 — Привиди в замку Шпессарт — привид Катрін
- 1964 — Вперед, Франція! — Леді Іветт Брисберн 'Vévette' (роль Колетт Броссе)
- 1964 — Лимонадний Джо — Торнадо Лу
- 1966 — Велика прогулянка — Жермен

### Озвучування мультфільмів
- 1961 — Ключ — фея Ліліана
- 1965 — Жаба-мандрівниця — Жаба-мандрівниця
- 1978 — Чудеса серед білого дня
- 1979 — Пер Гюнт

## Нагороди та премії
- Сталінська премія другого ступеня (1952) — за виконання ролі Варвари у виставі «Єгор Буличов та інші»
- Народна артистка РРФСР (1963)
- Орден Трудового Червоного Прапора (1971)